# Église Saint-Martin de Méricourt-sur-Somme
L'église Saint-Martin de Méricourt-sur-Somme est située dans la commune associée de Méricourt-sur-Somme, sur le territoire de la commune d'Étinehem-Méricourt, dans le département de la Somme, à l'est d'Amiens.

## Historique
L'église de Méricourt fut fondée par Geoffroy, évêque d'Amiens et donnée en 1111 au prieuré de Lihons-en-Santerre. L'église fut démolie et reconstruite au début du XIXe siècle, ou au milieu du XIXe siècle. Elle fut endommagée au cours de la Première Guerre mondiale et restaurée durant l'entre-deux-guerres.
L'église de Méricourt possédait autrefois de très riches antiquités. Elle renfermait en particulier un christ en cuivre émaillé orné de cristaux de différentes couleurs et un crucifix ayant sur la tête une couronne royale et sur les reins un tablier qui descendait jusqu'à mi-jambe.

## Caractéristiques

### Extérieur
L'église a été construite en brique avec des pierres de parement aux angles du clocher et l'encadrement des baies, en style néo-classique. Le clocher quadrangulaire massif est couronné d'un « tout en pointe ». Le chœur à chevet plat est plus étroit que la nef. Son mur est en pierre de taille pour la partie la plus ancienne.

### Intérieur
L'intérieur a été doté d'un décor arts déco réalisé par Edgard Choquet : fonts baptismaux, lustre... L'église possède également une chaire à prêcher en bois et un tableau d'Arsène Letellier, de 1862, représentant Martin de Tours en tenue d'évêque au premier plan et la Charité de Saint-Martin à l'arrière-plan.

#### Dalle funéraire classée
Cette église conserve aussi une dalle funéraire gravée qui date de la fin du XVIe siècle. Cette dalle représente deux jeunes personnages, en gisants, habillés chacun d'une cotte d'armes par-dessus son armure ornée, la tête nue, chacun avec son épée et son baudrier, et à ses pieds son heaume avec panache et ses gantelets. Il s'agit de Jean du Gard et de son fils. Cette dalle est protégée au titre des Monuments historiques, en tant qu'objet : classement par arrêté du 21 février 1907.

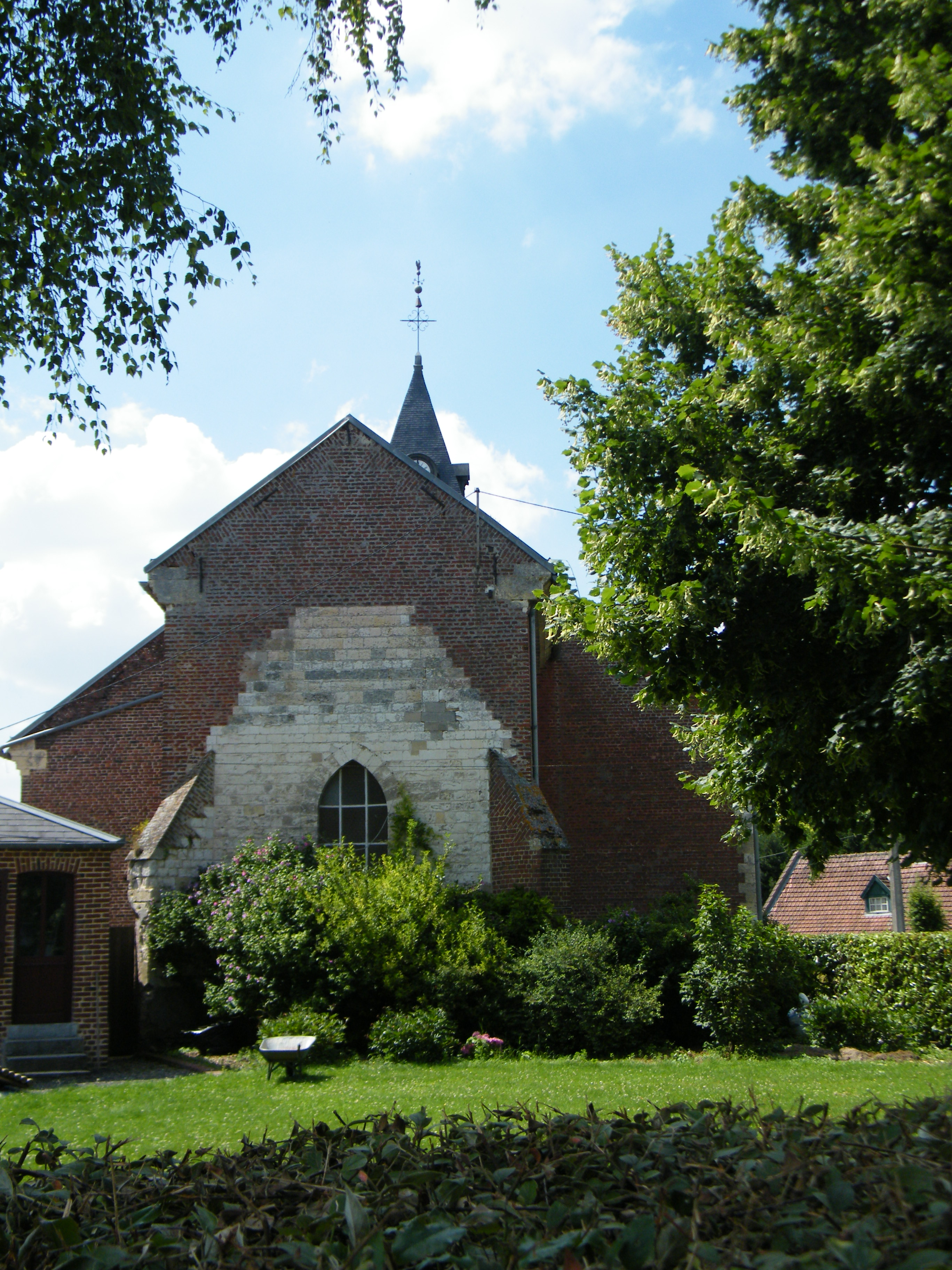
Partie en craie du chevet.
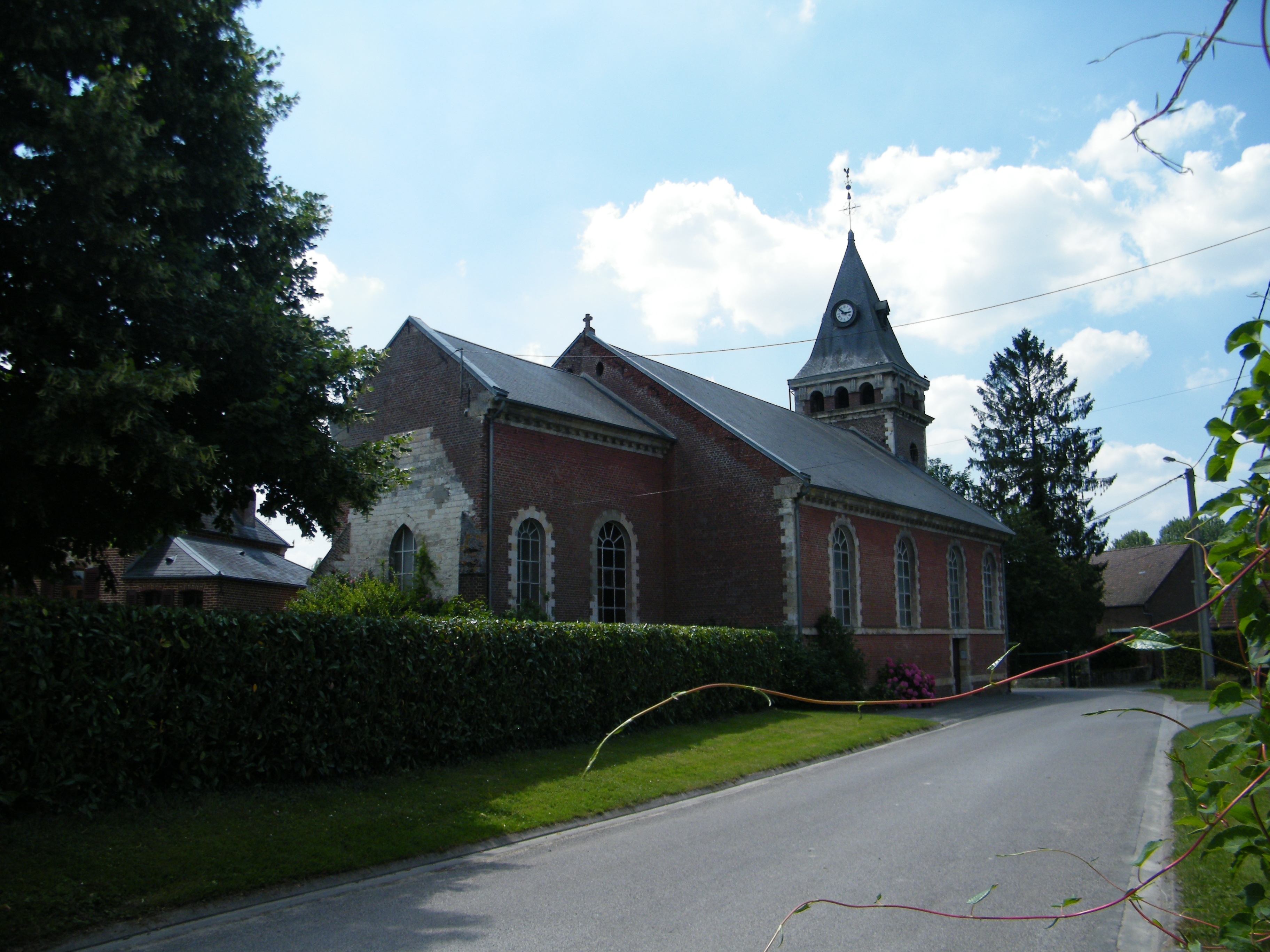
Façade nord.